# Дадаев, Усман Османович

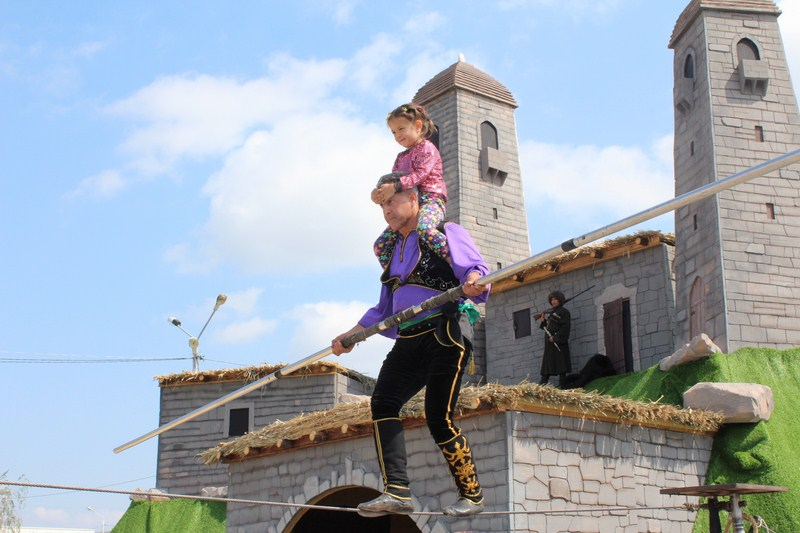
Выступление Усмана Дадаева с дочерью на Кавказских играх в Грозном в 2014 году

 Усма́н Осма́нович Дада́ев (род. 1968, Самашки, Чечено-Ингушская АССР) — канатоходец, Народный артист Чеченской Республики (2009), Заслуженный артист Республики Ингушетия.

## Биография
Родился в 1968 году в селе Самашки Ачхой-Мартановского района Чечено-Ингушетии. С детства увлекался хождением по канату. Его часто ловили, когда он ходил по краям крыш и верхушкам деревьев. Отец предостерегал его от этого занятия, но Усмана это не останавливало. В 11 лет увидел выступление настоящих канатоходцев и это определило его выбор будущей профессии. Отец смирился с его выбором.
Ещё школьником давал уличные выступления и завоевал признание односельчан, выступая на сельских развлекательных мероприятиях. На него обратил внимание известный канатоходец Адам Виситаев. Дадаева пригласили в грозненский цирк. В 1989 году, после завершения службы в Советской армии поступил в Государственное училище циркового и эстрадного искусства имени Михаила Румянцева. В 1993 году окончил физкультурно-акробатическое отделение по специальности эквилибрист-канатоходец. По окончании училища работал в московском цирке «Шапито».
Один из немногих канатоходцев, который не использует шест для удержания равновесия и не пользуется страховкой. Один из его трюков — ходьба по канату с мешком на голове и связанными ногами.
Студентом, в начале 1990-х годов Дадаев стал дублёром-каскадёром главного героя во французской кинокомедии «Счастье».
Нужен был каскадёр, который смог бы выполнить в лице главного героя крайне опасные трюки без страховки. Требовалось упасть на середину каната, перевернуться на нём и упасть вниз с высоты 8 метров на бутафорскую пушку. Этого никому не удавалось сделать. Слишком велик был риск. Так я и стал дублёром исполнителя главной роли фильма, исполнив этот опасный трюк.
Махмуд Эсамбаев в 1993 году сделал Дадаеву режиссёрское оформление танца на канате. В настоящее время работает в ансамбле «Вайнах», куда его пригласил Дикалу Музакаев.

## Семья
Женат. У него четыре дочери и сын. Старшая дочь Хава некоторое время выступала с ним в номере.